# مايك هاينز
مايك هاينز (بالإنجليزية: Mike Haynes)‏ هو لاعب كرة قدم أمريكية أمريكي، ولد في 1 يوليو 1953 في دنيسون في الولايات المتحدة.

## وصلات خارجية
- مايك هاينز على موقع مرجع كرة القدم المحترفة.كوم (الإنجليزية)
- مايك هاينز على موقع قاعة كاليفورنيا للمشاهير الرياضية (الإنجليزية)
- مايك هاينز على موقع IMDb (الإنجليزية)